# Krebsschere
Die Krebsschere (Stratiotes aloides; alte Namen sind: Stratiotes aquatica, Stratiotes potamios, Militaris aizoides, Sedum aquatile, Aloe palustris) ist eine Wasserpflanzenart aus der Familie der Froschbissgewächse (Hydrocharitaceae). Sie ist die einzige rezente Vertreterin der Gattung Stratiotes. Im Tertiär umfasste sie noch andere damals in Mitteleuropa vorkommende Arten.

## Merkmale

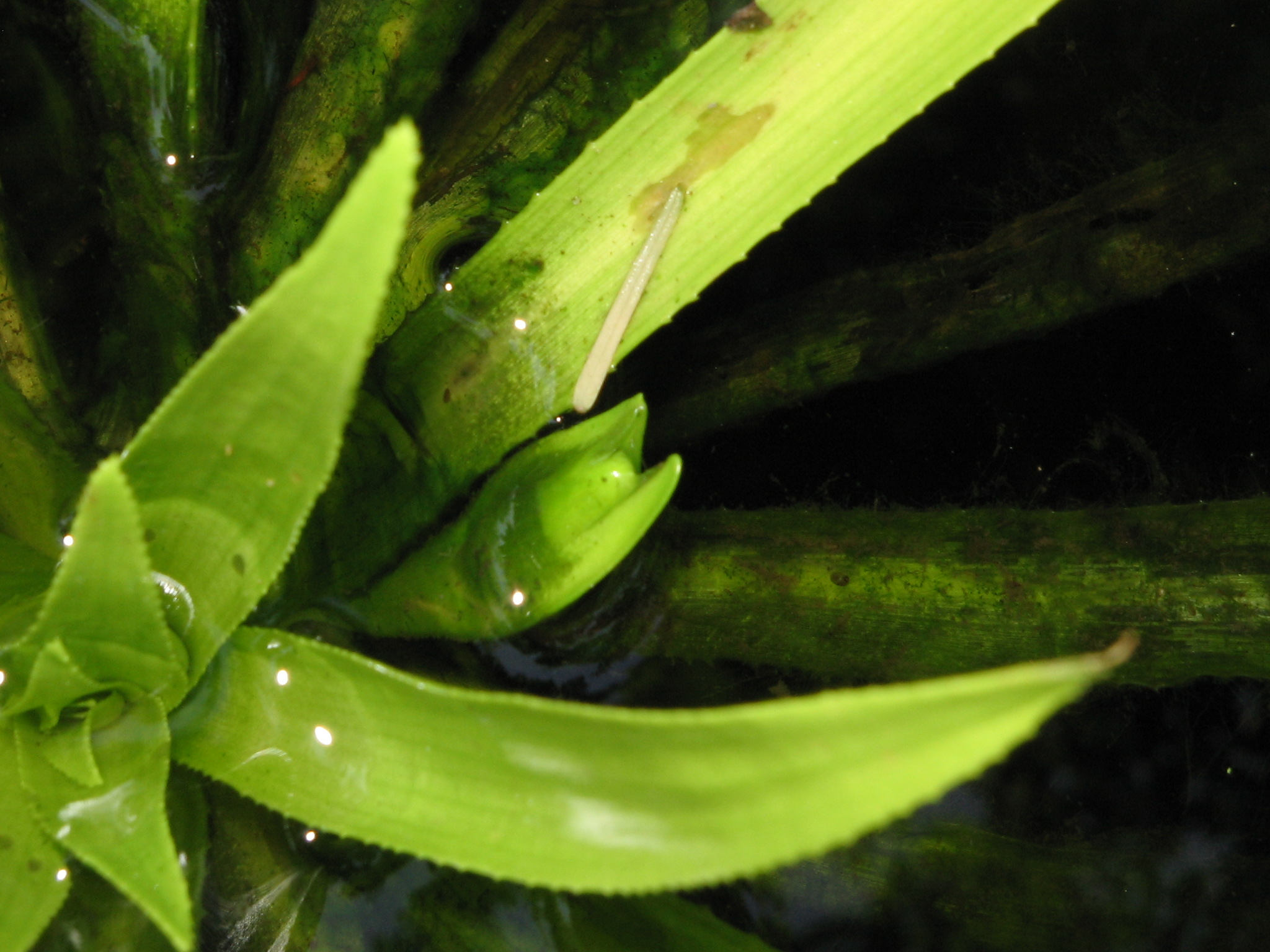
Namensgebend waren die Hochblätter der Stiele, die an die Schere eines Krebses erinnern (Bildmitte)

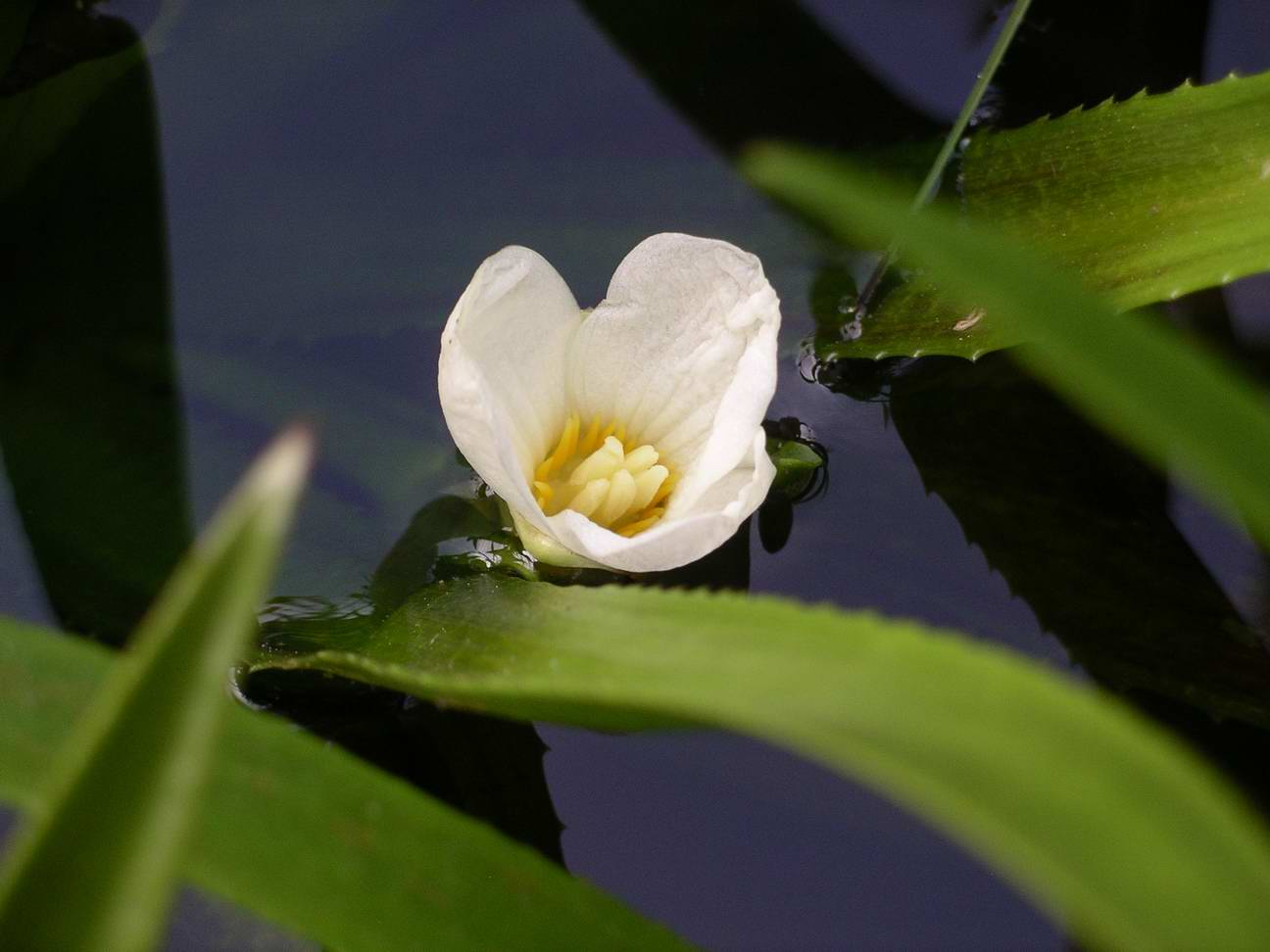
Weibliche Blüte

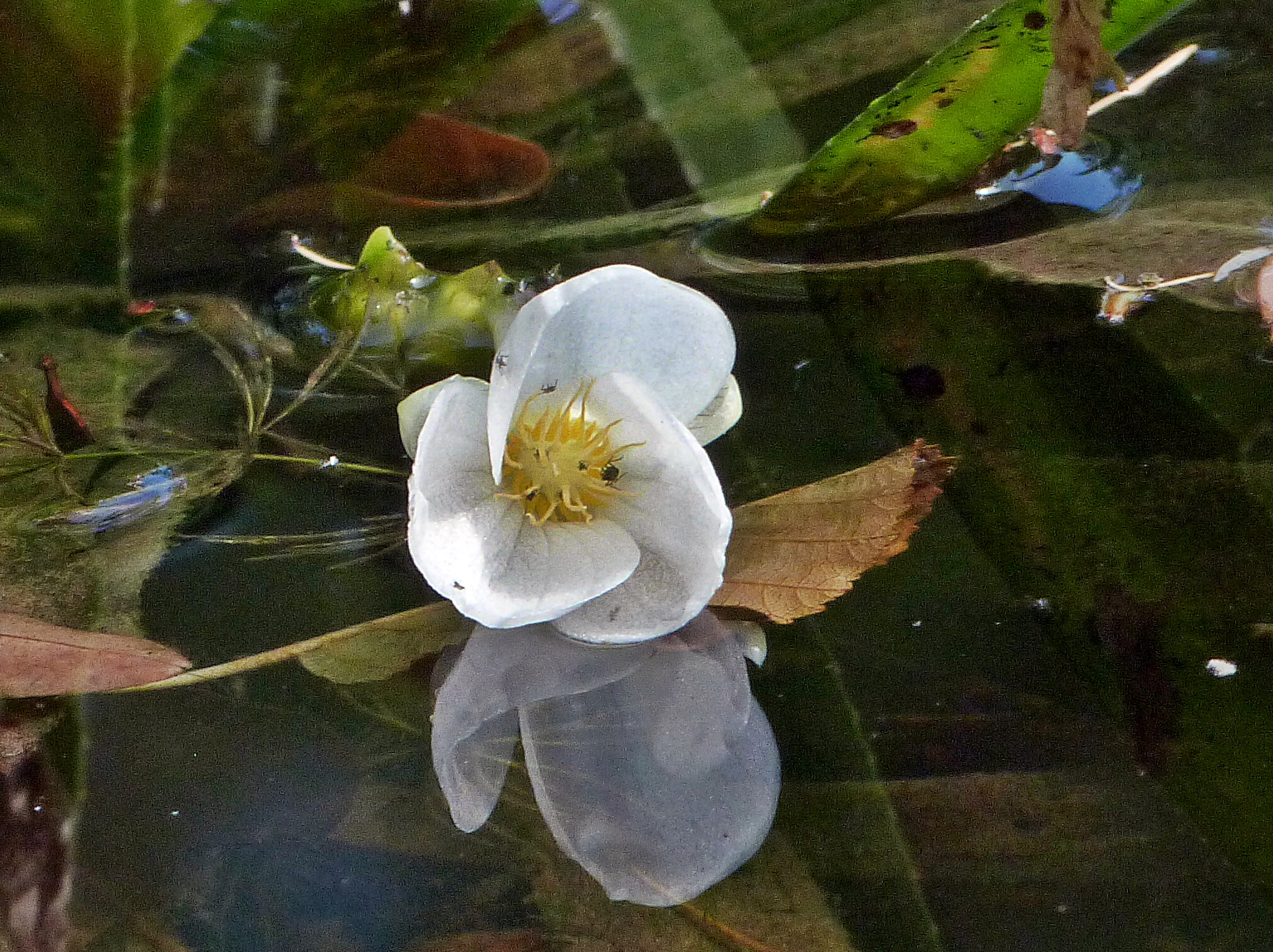
Männliche Blüte

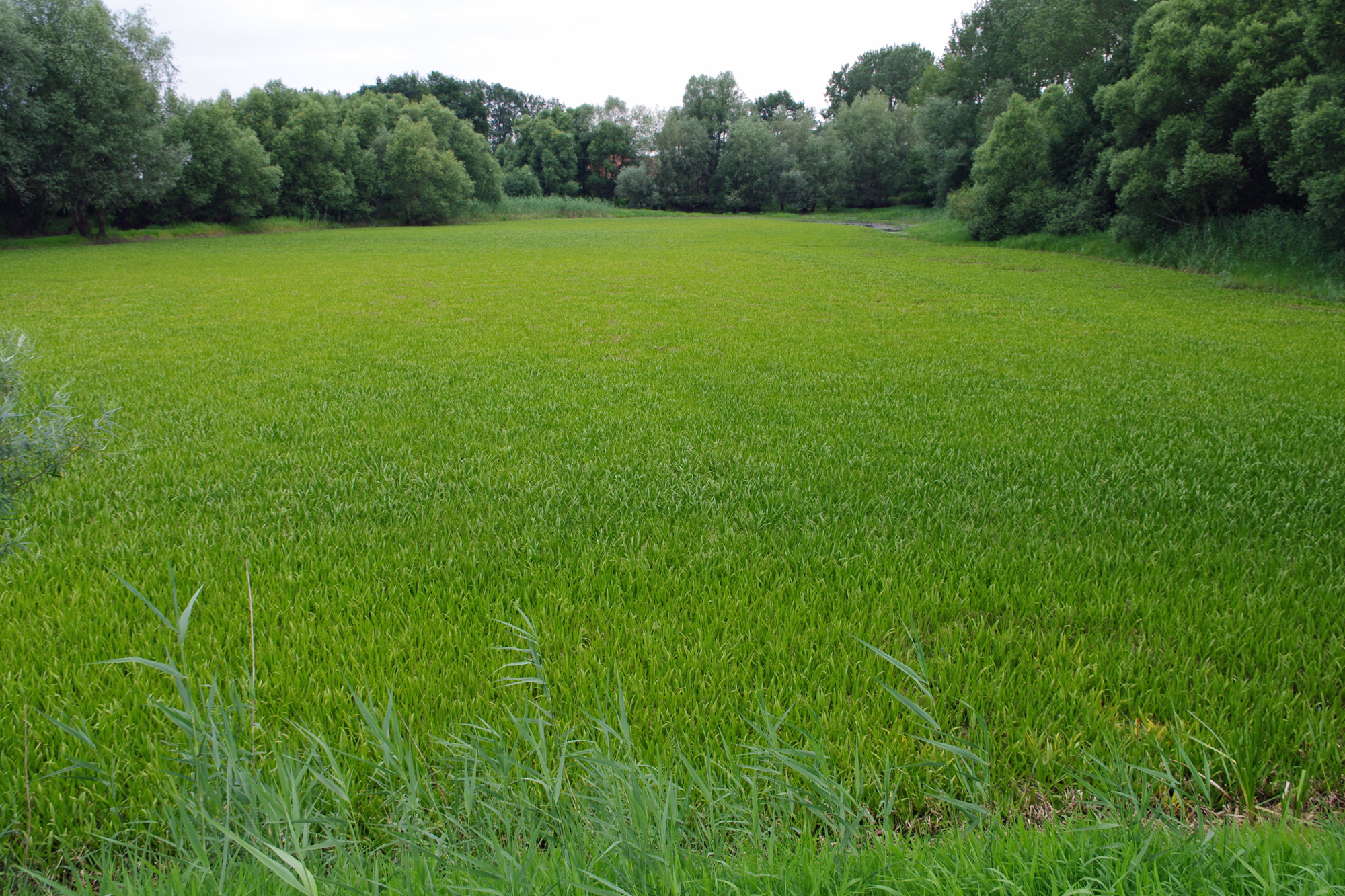
Massenentwicklung durch Ausläuferbildung in einem Brack in der Elbtalaue

Die Pflanze bildet bis zu 40 Zentimeter große, rosettenförmig angeordnete Blätter, die in der Vegetationsperiode teilweise aus dem Wasser ragen. Die trichterförmige Wuchsform erinnert an eine Aloe, wobei die Blätter bis zu vier Zentimeter breit, dreikantig und hakig vorwärtsgerichtet gesägt sind. Die Hochblätter ihrer Stiele sehen den Scheren von Krebsen ähnlich. Durch intensive Bildung von Ausläufern in den Blattachseln sind die einzelnen Rosetten unter der Wasseroberfläche miteinander zu großen Einheiten verbunden. Nach unten treibt die Pflanze dichte Büschel langer, unverzweigter Wasserwurzeln, die Nährstoffe aus dem freien Wasser aufnehmen. Die Blüten erreichen einen Durchmesser von drei bis vier Zentimetern und bestehen aus je drei weißen Kron- und drei grünen Kelchblättern; das Zentrum mit den Vermehrungsorganen ist gelb. Die Art ist zweihäusig; es gibt also männliche und weibliche Pflanzen. Die Blütezeit reicht von Mai bis Juli. Die eiförmige, sechskantige Frucht wird bis zu 3,5 Zentimeter lang. Wichtiger als die Verbreitung über Samen ist aber die vegetative Vermehrung über Ausläufer. Im Spätherbst sinken die Pflanzen auf den Grund des Gewässers ab, um erst im Frühjahr wieder aufzusteigen.
Die Chromosomenzahl der Art ist 2n = 24.

## Vorkommen und Gefährdung
Krebsscheren wachsen in Schwimmblattgesellschaften warmer, windgeschützter, schlammiger, mesotropher bis eutropher, basenreicher, nicht verschmutzter und meist stehender Gewässer der Talauen, beispielsweise in Altwässern, Gräben, Tümpeln und Kanälen. Die Art ist eurasisch-kontinental von Europa (ausgenommen den Südteil/Mittelmeerraum) bis nach Zentralasien verbreitet. Sie ist eine Charakterart der Assoziation Hydrocharitetum morsus-ranae aus dem Verband Lemnion.
Im norddeutschen Tiefland kommt sie zerstreut vor, mit Häufungen in den Auen der Unterläufe größerer Flüsse. Ein solcher Verbreitungsschwerpunkt ist beispielsweise der Raum Bremen/Wesermarsch. Im Hügel- und Bergland ist die Krebsschere selten und fehlt über weite Strecken. Sie steht auf der Roten Liste gefährdeter Arten und ist im Sinne des Gesetzes „besonders geschützt“ (BArtSchV, Bundesartenschutzverordnung). Die Pflanze ist empfindlich gegenüber starken Schwankungen des Wasserstandes und gegenüber Verunreinigungen. Sie kommt bis zu 2 Metern Wassertiefe vor. Ihre Bestände werden auch durch Maßnahmen zur Gewässerunterhaltung (Grabenräumung, Teichwirtschaft) dezimiert. Manche Angler entfernen illegalerweise die für sie störenden Schwimmteppiche.

## Besonderheiten
Die Pflanzen, die bei Vorkommen gerne sehr gesellig wachsen, treiben nur während des Sommerhalbjahrs an der Wasseroberfläche. Im Herbst sinken die Rosetten auf den Gewässergrund ab und bilden Winterknospen (Turionen); die äußeren Blätter sterben ab. Im kommenden Frühling steigen die Winterknospen an die Oberfläche und bilden dort neue Pflanzen. Aber auch das Herz alter Rosetten schwimmt nach der Überwinterung am Grund wieder auf und wächst weiter. Die starke Biomasseproduktion großer Vorkommen wirkt verlandungsfördernd (schlammbildend) in Gewässern. Durch Hochwasser wird die Art verbreitet. Wo sie häufig vorkam, wurde sie früher als Schweinefutter und wegen ihres hohen Phosphor- und Kaliumgehalts zur Gründüngung genutzt.
Die Großlibellenart Grüne Mosaikjungfer hat sich bei ihrer Eiablage ganz auf die Krebsschere spezialisiert und ist daher an ihr Vorkommen gebunden.
Im Jahr 1998 wurde die Krebsschere zur Blume des Jahres gekürt. Sie ist auch eine beliebte Zierpflanze für Gartenteiche.

## Namen

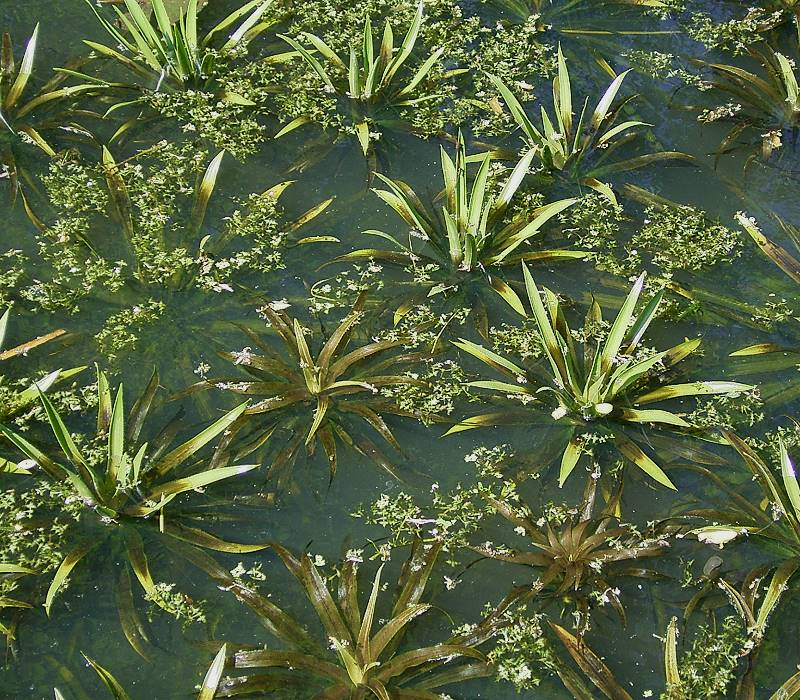
Krebsschere zusammen mit Dreifurchiger Wasserlinse

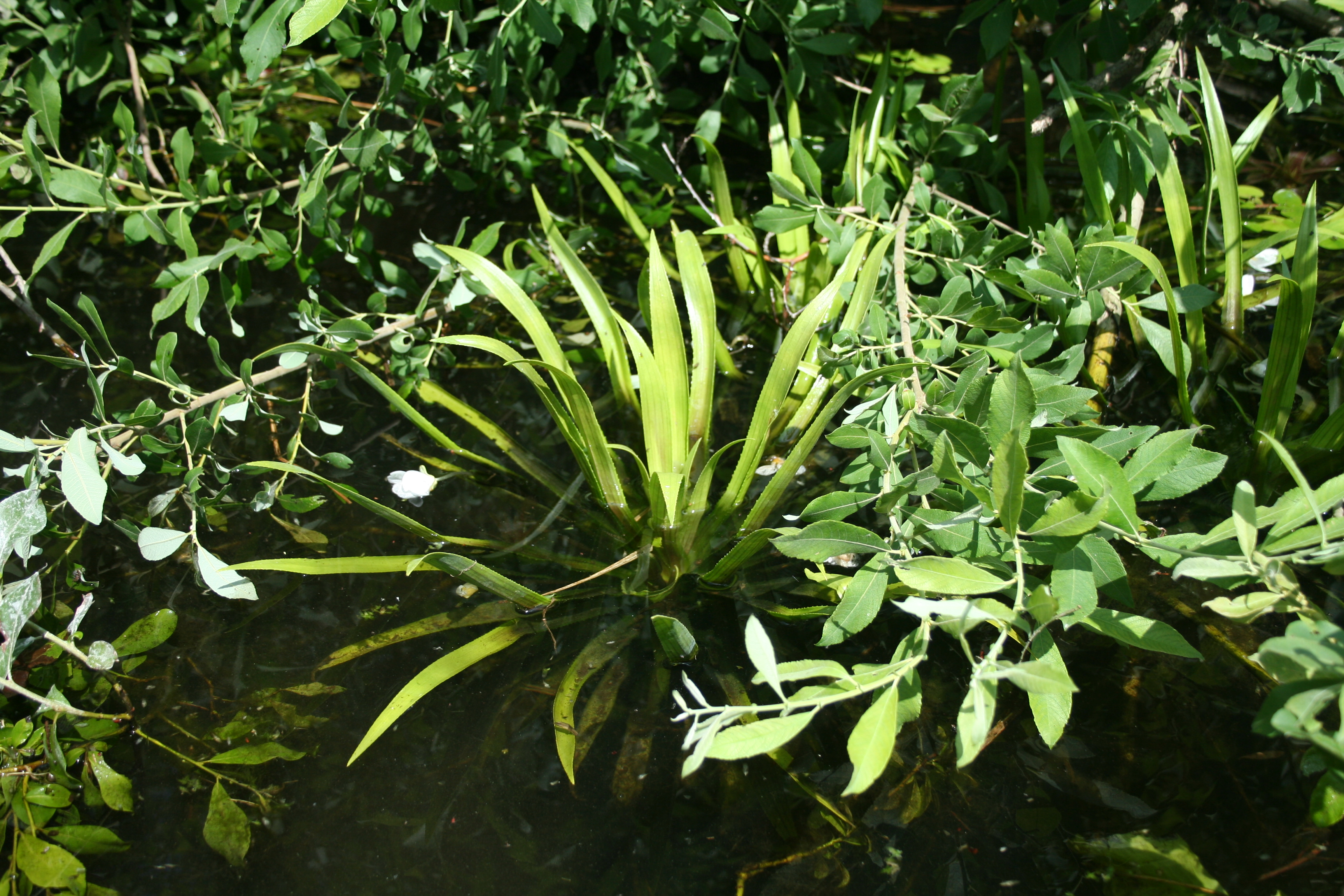
Einzelne Rosette in der Schwaanhavel

Weitere, zum Teil seltene deutsche Namen sind: Agel, Wassersegen oder -säge, Säckel, Wassersichel, Sichelkraut oder Säbelkraut (nach der spitzigen Form der Blätter), Wasserscheer oder -schere, Krabbenklau, (wie Krebsschere wohl wegen der „scherenähnlichen Hüllen der Blütenstände“), Hechtkraut (Name verschiedener Wasserpflanzen, zwischen denen sich gern Hechte aufhalten sollen), Wasser-, Sumpf- oder Afteraloe (äußere Ähnlichkeit mit manchen Aloe-Arten, ebendaher auch der botanische Artname aloides), Reiterskraut (vielleicht an griech. στρατιώτης (stratiṓtes) ‚Soldat, Krieger‘ angelehnt); ganz von andern Pflanzen übernommen sind die Bezeichnungen Wasserfeder (sonst Hottonia palustris) und Wasserfenchel (sonst Oenanthe; für die hier behandelte Pflanze auch Falscher oder Donnerbart-Wasserfenchel). Der Name Stratiotes (potamios) selbst ist übertragen von einer am Nil vorkommenden Pflanze (wohl Pistia stratiotes), die Plinius der Ältere und der Militärarzt Dioskurides als Wundheilmittel beschreiben.